# سست‌خاره‌ریختان
سست‌خاره‌ریختان (نام علمی: Ischnacanthiformes) نام یک راسته از رده خارپایگان است.